# アリシア・キーズ
アリシア・キーズ（英: Alicia Keys、本名：Alicia J. Augello-Cook、1981年1月25日 - ）は、アメリカ合衆国の女性シンガーソングライター、女優。
世界でアルバムの累計セールスは、3,000万枚以上である。

## 略歴

### 1981 - 2000年：生い立ちと初期の活動
1981年1月25日、ニューヨーク市マンハッタンにて、法律関係の仕事に携わるアイルランド系およびイタリア系の母親Terri Augelloとジャマイカ人の父親Craig Cookとの間に生まれたアリシアは、2歳で両親が離婚し、母親の下で幼少期をヘルズ・キッチンで過ごす。7歳からピアノを習い始めてベートーヴェン、モーツァルト、ショパンなどのクラシックからジャズまで幅広く音楽を学ぶ。舞台芸術教育に特化したニューヨーク市立の6年から12年生まで中高一貫校のプロフェッショナルパフォーミングアーツスクール (PPAS) へ進学し、14歳の時に、デビューアルバムに収録されている楽曲「バタフライズ (Butterflyz)」を作曲する。ピアノに加えて、学業と歌唱のレッスンをこなした。ブリトニー・スピアーズはPPASの同窓生であり。16歳で首席で卒業しコロンビア大学に入学するも、音楽活動に専念するために4週間で中退する。
最初期はジャーメイン・デュプリのSo So Defレーベルと契約し、1996年のクリスマス・アルバム『12 Soulful Nights of Christmas』や1997年の『メン・イン・ブラック』のサウンドトラックに楽曲が収録されたが、活躍せずにレーベル契約を終えた。

### 2001 - 2006年：ソングス・イン・Aマイナー、ダイアリー・オブ・アリシア・キーズ
2001年にデビュー・アルバム『ソングス・イン・Aマイナー』を発売して世界で1,200万枚を売り上げ、2001年に、最も売れている新人歌手と、最も売れているR&B歌手に選出された。2002年のグラミー賞で、新人賞、最優秀楽曲賞、収録曲「フォーリン」が最優秀楽曲賞 (Song of the Year) など5部門を独占した。2003年にセカンド・アルバム『ダイアリー・オブ・アリシア・キーズ』を発売して世界で800万枚の大ヒットとなり、2005年にグラミー賞4部門を受賞する。カニエ・ウェストプロデュースのファースト・シングル「ユー・ドント・ノウ・マイ・ネーム (You Don't Know My Name)」、セカンド・シングル「イフ・アイ・エイント・ガット・ユー (If I Ain't Got You)」を始め、多くの曲がアルバムからシングル・カットされる。2004年のMTV Video Music Awards 最優秀R&Bビデオ賞を受賞する。2005年に、しばらく制作休止中だった『MTVアンプラグド』がアリシアの強い希望で復活し、念願であったが出演した。この模様はライブ・アルバムになり、全米1位を獲得した。2006年から幾つかのテレビ番組シリーズに出演する。

### 2007 - 現在：アズ・アイ・アム、エレメント・オブ・フリーダム
2007年1月に、ベン・アフレック出演の『スモーキン・エース/暗殺者がいっぱい』で初めて映画に出演した。8月にスカーレット・ヨハンソン主演の『私がクマにキレた理由』に出演した。11月に約4年振りとなるスタジオ・アルバム『アズ・アイ・アム』を発売した。デビュー以来4作連続アルバム・チャート1位を記録し、世界で600万枚を売り上げ、グラミー賞の3部門を受賞した。ファースト・シングル「ノー・ワン (NO ONE)」も全米シングル・チャートの1位となり、アルバムとシングルが同時に1位となる。2008年に『リリィ、はちみつ色の秘密』に出演し、NAACPイメージ・アワードを受賞。2009年10月、ジェイ・Zにフィーチャーされたシングル「エンパイア・ステイト・オブ・マインド」が全米1位となる。12月に発売の4thアルバム『エレメント・オブ・フリーダム』は、スーザン・ボイルのデビュー・アルバムに阻まれて初登場2位となった。
2013年、第47回スーパーボウルで国歌斉唱を務めた。

## 慈善活動
2005年に、U2のボノと共作『Keep A Child Alive』を無償で楽曲提供。この曲の収益は、全てチャリティー団体に寄付された。2007年には、自身がホストを務めたチャリティー・イベント『Black Ball concert for Keep a Child』で一夜にして150万ドル（約1億7,000万円）の寄付を集めた。

## 私生活
2010年5月27日に音楽プロデューサーのスウィズ・ビーツと婚約、妊娠していることを発表した。かねてから交際は噂されていたが、当初は否定していた。交際が噂された当時、スウィズは妻マションダと子どもがおり、その後スウィズは離婚した。マションダは、離婚の原因を2人の不倫が原因であると主張している。2012年7月31日に、二人は仏領コルシカ島で結婚式を挙げた。

## ディスコグラフィ

### アルバム
| 年   | タイトル                                                          | アルバム詳細                                                                                         | チャート最高位 | チャート最高位 | チャート最高位 | チャート最高位 | チャート最高位 | チャート最高位 | チャート最高位 | チャート最高位 | チャート最高位 | 認定 |
| 年   | タイトル                                                          | アルバム詳細                                                                                         | US             | AUS            | CAN            | GER            | IRL            | NLD            | NZ             | SWI            | UK             | 認定 |
| ---- | ----------------------------------------------------------------- | --- | -------------- | -------------- | -------------- | -------------- | -------------- | -------------- | -------------- | -------------- | -------------- | --- |
| 2001 | 『ソングス・イン・A・マイナー』 - Songs in A Minor                | - 発売日: 2001年6月5日 - レーベル: J - フォーマット: CD, digital download - 全米売上: 690万枚        | 1              | 3              | 2              | 2              | 5              | 1              | 4              | 3              | 6              | - US: 7× プラチナ - AUS: 2× プラチナ - CAN: 5× プラチナ - GER: プラチナ - NZ: プラチナ - SWI: 2× プラチナ - UK: 3× プラチナ           |
| 2003 | 『ダイアリー・オブ・アリシア・キーズ』 - The Diary of Alicia Keys | - 発売日: 2003年12月2日 - レーベル: J - フォーマット: CD, digital download - 全米売上: 460万枚       | 1              | 22             | 15             | 10             | 37             | 2              | 25             | 1              | 13             | - US: 5× プラチナ - AUS: 2× プラチナ - CAN: 2× プラチナ - GER: プラチナ - NLD: プラチナ - NZ: ゴールド - SWI: プラチナ - UK: プラチナ |
| 2007 | 『アズ・アイ・アム』 - As I Am                                    | - 発売日: 2007年11月13日 - レーベル: J - フォーマット: CD, digital download - 全米売上: 370万枚      | 1              | 3              | 2              | 6              | 15             | 2              | 5              | 1              | 11             | - US: 4× プラチナ - AUS: プラチナ - CAN: 2× プラチナ - GER: プラチナ - IRL: ゴールド - NZ: ゴールド - SWI: プラチナ - UK: プラチナ    |
| 2009 | 『エレメント・オブ・フリーダム』 - The Element of Freedom         | - 発売日: 2009年12月15日 - レーベル: MBK, J - フォーマット: CD, digital download - 全米売上: 160万枚 | 2              | 19             | 5              | 10             | 9              | 2              | 22             | 1              | 1              | - US: 2× プラチナ - AUS: ゴールド - CAN: プラチナ - GER: ゴールド - SWI: プラチナ - UK: 3× プラチナ                                   |
| 2012 | 『ガール・オン・ファイア』 - Girl on Fire                         | - 発売日: 2012年12月26日 - レーベル: RCA - フォーマット: CD, digital download - 全米売上: 110万枚    | 1              | 12             | 8              | 6              | 27             | 7              | 22             | 3              | 15             | - US: プラチナ - AUS: ゴールド - CAN: ゴールド - GER: ゴールド - SWI: ゴールド - UK: ゴールド                                         |
| 2016 | 『ヒアー』 - Here                                                 | - 発売日: 2016年11月4日 - レーベル: RCA - フォーマット: CD, digital download - 全米売上: 4.2万枚     | 2              | 14             | 10             | 14             | 27             | 12             | 24             | 5              | 21             | |
| 2020 | 『アリシア』 - Alicia                                             | - 発売日: 2020年9月18日 - レーベル: RCA - フォーマット: CD, LP, digital download                     | 4              | 13             | 2              | 14             | 72             | 10             | 38             | 4              | 12             | |
| 2021 | Keys                                                              | - 発売日: 2021年12月10日 - レーベル: RCA - フォーマット: CD, LP, digital download                    | To be released | To be released | To be released | To be released | To be released | To be released | To be released | To be released | To be released | To be released |

## 来日公演
単独公演
2004年 Diary Tour
- 10月15日（金） 大阪フェスティバルホール
- 10月17日（日） 東京ベイN.K.ホール
- 10月18日（月） 東京 国際フォーラムホールA
- 10月19日（火） 福岡ZEPP FUKUOKA

2013年 Set The World On Fire Tour
- 11月18日 (月） 神奈川・横浜アリーナ

フェス
2008年
- 8月 9日 （土） Summer Sonic 08 OSAKA 舞洲サマーソニック大阪特設会場（大阪）OCEAN STAGE
- 8月10日（日） Summer Sonic 08 TOKYO QVCマリンフィールド＆幕張メッセ（東京） MARINE STAGE

### 参加作品
- インポッシブル - Impossible （2002年） ※クリスティーナ・アギレラのアルバム『ストリップト』収録曲のプロデュース・ソングライティング
- コンフェッションズ - Confessions （2004年）※アッシャーのアルバム。デュエット曲『マイ・ブー』収録
- 100万ドルの恋 - Million Dollar Bill（2009年）※ホイットニー・ヒューストンに楽曲提供
- エンパイア・ステイト・オブ・マインド - Empire State of Mind（2009年）※ジェイ・Zとの共演曲

他多数

## フィルモグラフィ
- スモーキン・エース/暗殺者がいっぱい - Smokin' Aces (2006)
- 私がクマにキレた理由 - The Nanny Diaries (2007)
- リリィ、はちみつ色の秘密 - The Secret Life Of Bees (2008)
- Work It 〜輝けわたし!〜 Work It (2020) ※製作のみ

## ソフトウェア
- Alicia's Keys - アリシアが所有するヤマハC3 Neoグランドピアノをアリシア自身の演奏によってサンプリングしたソフトウェア・ピアノ音源。ドイツのNative Instruments社によって2010年に製作された。アリシアのアルバムの中でも使用されている。

## 受賞歴
- グラミー賞
  - 2002年度 Song of the Year ("Fallin'")
  - 2002年度 Best New Artist
  - 2002年度 Best Female R&B Vocal Performance ("Fallin'")
  - 2002年度 Best R&B Song ("Fallin'")
  - 2002年度 Best R&B Album ("Songs in A Minor")
  - 2005年度 Best Female R&B Vocal Performance ("If I Ain't Got You")
  - 2005年度 Best R&B Song ("You Don't Know My Name")
  - 2005年度 Best R&B Performance by a Duo or Group with Vocals ("My Boo" with Usher)
  - 2005年度 Best R&B Album ("The Diary of Alicia Keys")
  - 2007年度 Best Female R&B Vocal Performance ("No One")